# Neil Sedaka
 (octobre 2011).
Si vous disposez d'ouvrages ou d'articles de référence ou si vous connaissez des sites web de qualité traitant du thème abordé ici, merci de compléter l'article en donnant les références utiles à sa vérifiabilité et en les liant à la section « Notes et références ».
Neil Sedaka, né le 13 mars 1939 à Brooklyn, est un chanteur (crooner), auteur et pianiste américain.

## Biographie
Sedaka s’engage dans la musique avec l’ambition de devenir pianiste de concert ; mais au cours de ses études, il se tourne vers une musique plus vivante, et abandonne bientôt la musique classique au profit de la Pop-music. Il compose de nombreuses chansons sur des paroles de son ami Howard Greenfield pour des vedettes comme Connie Francis, LaVern Baker ou Clyde McPhatter. 
En 1958, il enregistre lui-même une de ses compositions pour son propre compte : la marque R.C.A. l’entend et lui fait signer aussitôt un contrat. L’année suivante, son deuxième disque I Go Ape lui rapporte son premier disque d’or, suivi, la même année, par un second pour Oh Carol, et par un troisième en 1962 pour Breaking Up Is Hard to Do. Il connaît quelques tubes en italien dans les années 1960.

## Discographie
- 1959 : Rock with Sedaka
- 1961 : Circulate
- 1961 : Neil Sedaka Sings Little Devil and His Other Hits
- 1963 : Three Great Guys
- 1969 : Workin' On A Groovy Thing (UK : Sounds of Sedaka)
- 1971 : Emergence (UK)
- 1972 : Neil Sedaka (UK)
- 1972 : Solitaire (UK)
- 1973 : The Tra-la Days Are Over (UK)
- 1974 : Laughter in the Rain (UK)
- 1974 : Live at the Royal Festival Hall (UK; live)
- 1974 : Sedaka's Back (USA)
- 1975 : Overnight Success (UK)
- 1975 : The Hungry Years (USA)
- 1976 : Sedaka Live in Australia at the South Sydney Junior Leagues  Club
- 1976 : Steppin' Out
- 1977 : Neil Sedaka and Songs — A Solo Concert (live 2-LP)
- 1977 : A Song
- 1977 : Neil Sedaka and Songs
- 1978 : All You Need Is the Music
- 1979 : In the Pocket
- 1981 : Now!
- 1984 : Come See About Me
- 1986 : The Good Times
- 1991 : Timeless — The Very Best of Neil Sedaka
- 1993 : Love Will Keep Us Together
- 1995 : Song Cycle'
- 1995 : Classically Sedaka
- 1997 : Tales of Love (and Other Passions)
- 2000 : The Singer and His Songs
- 2003 : Brighton Beach Memories — Neil Sedaka Sings Yiddish
- 2003 : Oh! Carol: The Complete Recordings, 1955-66
- 2006 : The Very Best of Neil Sedaka: The Show Goes On
- 2006 : The Miracle of Christmas
- 2007 : Neil Sedaka: The Definitive Collection